# Max Kuchel

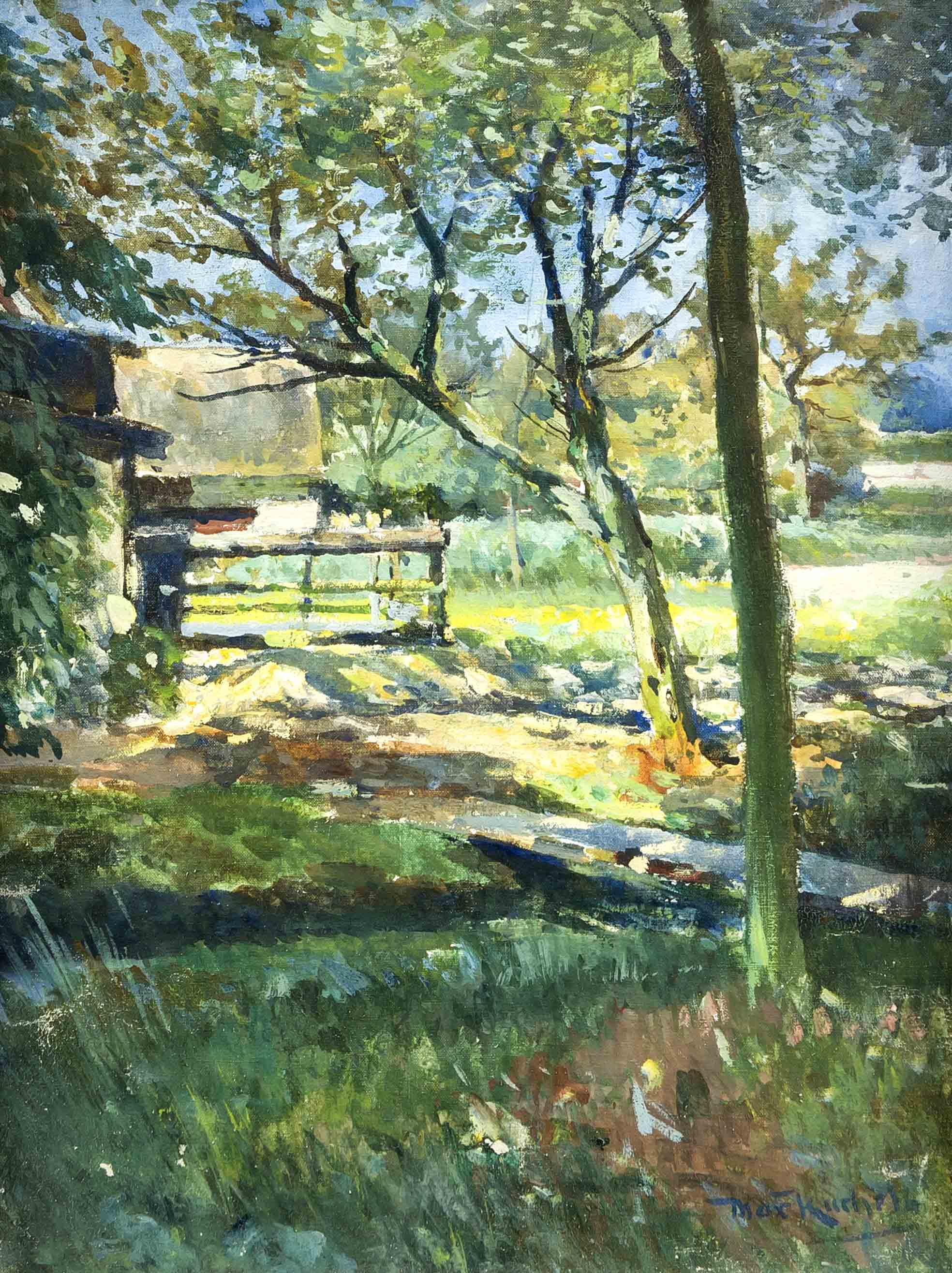
Landschaft mit Steg über einen Bach

Carl Hermann Robert Dietrich Max Kuchel (* 3. November 1859 in Altona; † 21. Mai 1933 in Klein Flottbek) war ein Hamburger Landschafts- und Porträtmaler.

## Leben
Max Kuchel wurde als Sohn des Malers Theodor Kuchel (1819–1885) geboren und war ein Cousin von Friedrich Kallmorgen. Er studierte von 1880 bis 1881 an der Kunstakademie Düsseldorf bei Heinrich Lauenstein und von 1885 bis 1888 an der Königlichen Akademie der Künste in München bei Fritz Baer. Von 1883 bis 1885 war er als Zeichenlehrer in Altona tätig. Von 1889 bis 1909 leitete er ein Schülerinnen-Atelier für Landschafts- und Stilllebenmalerei. 1895 heiratete er seine Schülerin Marie Julie Amalie Helling, Tochter eines vermögenden Hamburger Kaufmanns.
Max Kuchel unternahm Studienreisen in die Holsteinische Schweiz, nach Böhmen und Holland. Er besuchte auch 1881, 1897, 1898, 1904 und 1911 die Inseln Rügen und Vilm sowie den Darss. Er war von 1917 bis 1919 Mitglied des Altonaer Künstlervereins sowie ab 1888 Mitglied des Hamburger Künstlervereins von 1832, dessen Schriftführer er viele Jahre war. In der zu Hamburg-Othmarschen gehörenden Gemarkung Klein Flottbek wurde 1951 der Kuchelweg nach ihm und seinem Vater benannt. Sein 1912 dort errichtetes Wohn- und Atelierhaus steht heute unter Denkmalschutz.